# 马萨特
马萨特（法語：Massat，法語發音：[masat]）是法国阿列日省的一个市镇，属于圣日龙区。

## 地理
马萨特（42°53'20"N, 1°20'52"E）面积44.71 平方千米，位于法国奧克西塔尼大區阿列日省，该省份为法国西南部内陆省份，西部和北部与上加龙省接壤，东临奥德省，东南至东比利牛斯省接壤，南与安道尔和西班牙接壤。
与马萨特接壤的市镇（或旧市镇、城区）包括：比耶尔特、布瑟纳克、埃尔塞、勒波尔、拉巴-莱特鲁瓦塞尼厄尔、索拉特。
马萨特的时区为UTC+01:00、UTC+02:00（夏令时）。

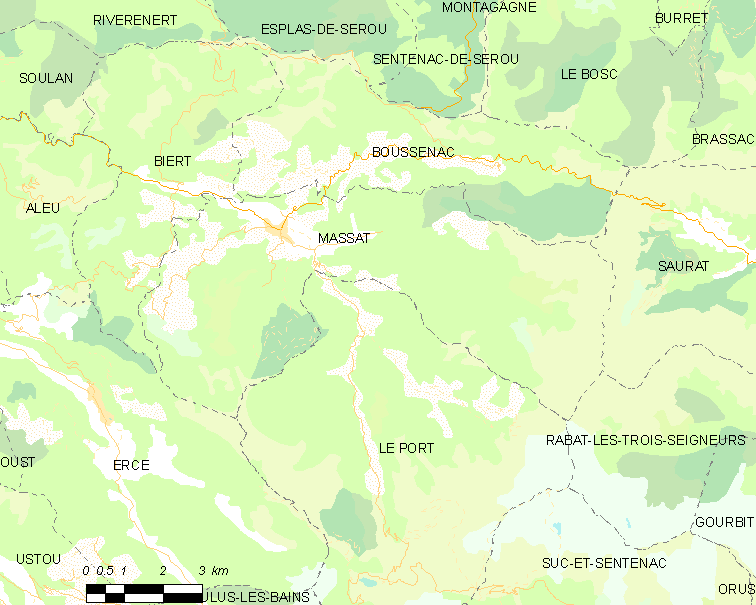
马萨特的OSM定位图

## 行政
马萨特的邮政编码为09320，INSEE市镇编码为09182。

## 政治
马萨特所属的省级选区为库斯朗东县。

## 人口

1962-2008年间马萨特人口变化图示

马萨特于2022年1月1日时的人口数量为741人。